# Billy Crystal
William Edward "Billy" Crystal (Nova York, 14 de març de 1948) és un actor estatunidenc i també escriptor, productor i director de pel·lícules. Va començar a ser conegut pel seu paper de Jodie Dallas en la comèdia de televisió Soap i a partir de finals de la dècada de 1980 i durant la dècada de 1990 va fer carrera al cinema amb When Harry Met Sally... i City Slickers. Ha presentat la gala Oscars vuit vegades.

## Biografia
Crystal nasqué a Doctor's Hospital a Manhattan i es crià a Long Beach, New York, fill de Helen (née Gabler), una mestresa de casa, i Jack Crystal, un executiu d'una companyia discogràfica i productor de discos de jazz. El seu oncle era el músic Milt Gabler, i el seu germà, Richard "Rip" Crystal, és productor de televisió. Crystal és de família jueva. Billie Holiday va ser una de les babysitters de Billy Crystal.
Va anar a la Universitat Marshall i posteriorment va ser jugador de bèisbol es graduà a la New York University, (Tisch School of the Arts) el 1970. També va ser l'editor en cap de BG News des de 1969–70.

## Filmografia
| Any       | Títol                                                             | Paper                   | Notes                                                                                |
| --------- | ----------------------------------------------------------------- | ----------------------- | ------------------------------------------------------------------------------------ |
| 1977–1981 | Soap                                                              | Jodie Dallas            | Sèrie de televisió                                                                   |
| 1977      | SST: Death Flight                                                 | David                   |                                                                                      |
| 1978      | Rabbit Test                                                       | Lionel Carpenter        |                                                                                      |
| 1978      | Human Feelings                                                    | Angel                   | Telefilm                                                                             |
| 1980      | Animalympics                                                      | Lodge Turkell           | Veu                                                                                  |
| 1984      | This Is Spinal Tap                                                | Morty the Mime          |                                                                                      |
| 1986      | Apunta, dispara i corre                                           | Danny Constanzo         |                                                                                      |
| 1987      | La princesa promesa (The Princess Bride)                          | Miracle Max             |                                                                                      |
| 1987      | Tira la mama daltabaix del tren                                   | Larry Donner            |                                                                                      |
| 1988      | Memories of Me                                                    | Abbie                   | Guionista/Productor                                                                  |
| 1989      | Quan en Harry va trobar la Sally (When Harry Met Sally…)          | Harry Burns             | Nominació — Globus d'Or al millor actor musical o còmic                              |
| 1991      | City Slickers                                                     | Mitch Robbins           | Productor executiu Nominació — Globus d'Or al millor actor musical o còmic           |
| 1992      | Horton Hatches the Egg                                            | Narrador                | Veu                                                                                  |
| 1992      | El rei del dissabte a la nit (Mr. Saturday Night)                 | Buddy Young, Jr.        | Guionista/Director/Productor Nominació — Globus d'Or al millor actor musical o còmic |
| 1994      | El tresor de Curly (City Slickers II: The Legend of Curly's Gold) | Mitch Robbins           | Guionista/Productor                                                                  |
| 1995      | Oblidar París (Forget Paris)                                      | Mickey Gordon           | Guionista/Director/Productor                                                         |
| 1995      | Hamlet                                                            | First Gravedigger       |                                                                                      |
| 1996      | Muppets Tonight                                                   | Ell mateix              | Estrella convidada                                                                   |
| 1997      | Desmuntant Harry                                                  | Larry                   |                                                                                      |
| 1997      | Un bon embolic (Fathers' Day)                                     | Jack Lawrence           |                                                                                      |
| 1997      | Friends                                                           | Ginecòleg               | Sèrie de televisió                                                                   |
| 1998      | My Giant                                                          | Sam "Sammy" Kamin       | Guionista/Productor                                                                  |
| 1999      | Una teràpia perillosa (Analyze This)                              | Dr. Ben Sobel           | Productor executiu                                                                   |
| 2000      | Les aventures de Rocky i Bullwinkle                               | Mattress salesman       | no surt als crèdits                                                                  |
| 2001      | 61*                                                               |                         | Director                                                                             |
| 2001      | La parella de l'any (America's Sweethearts)                       | Lee Phillips            | Guionista/Productor                                                                  |
| 2001      | Monsters, Inc.                                                    | Michael "Mike" Wazowski | Veu                                                                                  |
| 2002      | Mike's New Car                                                    | Mike Wazowski           | Curtmetratge Veu                                                                     |
| 2002      | Una altra teràpia perillosa (Analyze That)                        | Dr. Ben Sobel           | Productor executiu                                                                   |
| 2004      | Howl's Moving Castle                                              | Calcifer                | Veu                                                                                  |
| 2005      | Dinotopia: Quest for the Ruby Sunstone                            | Karl Scott              | Veu                                                                                  |
| 2006      | Cars                                                              | Mike Car                | Veu                                                                                  |
| 2010      | Tooth Fairy                                                       | Jerry                   | no surt als crèdits                                                                  |
| 2010      | Planet Sheen                                                      | Soldier Joagth          | Veu Episodi: What's Up Chock?                                                        |
| 2011      | The Muppets                                                       |                         | Cameo                                                                                |
| 2013      | Monsters University                                               | Mike Wazowski           | Veu                                                                                  |

### Personatges interpretats
- Fernando Lamas
- Howard Cosell
- Muhammad Ali
- John F. Kennedy
- Joe Franklin
- Hervé Villechaize
- Joe Garagiola
- Adam Ant
- Prince
- Sammy Davis, Jr.